# Saudi Aramco
Saudi Aramco (en árabe: أرامكو السعودية‎, romanizado: Arāmkū s-Saʿūdiyyah), conocida simplemente como Aramco (anteriormente conocida como Arabian-American Oil Company) y oficialmente Saudi Arabian Oil Company, es una compañía que explota el petróleo saudí dedicada al petróleo, gas y productos petroquímicos, con origen y sede central en Dhahran, que emplea a 87,000 personas en todo el mundo. En 2023, era la mayor productora de productos petrolíferos del mundo.
Tras la mayor salida a bolsa de la historia en 2019, está considerada como una de las mayores compañías del mundo, tanto por sus beneficios como por capitalización bursátil. Aramco produce actualmente el 10 % de todo el petróleo mundial, y en 2022 tuvo unos beneficios de 153 130 millones de Euros. La compañía produce 10 millones de barriles de petróleo a nivel diario, y entre muchas otras participaciones, Aramco es propietaria del 69 % de la compañía química SABIC, adquisición que tuvo lugar en marzo de 2019 por 69,1 mil millones de dólares.
Actualmente, Saudi Aramco está presente únicamente en los miembros del Consejo de Cooperación del Golfo (CCG).
Saudi Aramco forma parte de la Liga Árabe; una organización política internacional de dieciocho países miembros, integrada por estados árabes del norte de África; Asia Occidental y el Cuerno de África. Además, también está presente en otros países, donde desempeña funciones de apoyo únicamente en los miembros originales de la Liga Árabe.:.

## Historia
Los orígenes de Saudi Aramco se remontan a la escasez de petróleo en la Primera Guerra Mundial y la exclusión de las compañías norteamericanas de Mesopotamia por el acuerdo de petróleo de San Remo en 1920. La administración republicana de Estados Unidos tenía el apoyo popular en la "política de puertas abiertas", que Herbert Hoover, secretario de estado de comercio inició en 1921. Standard Oil of California (SoCal) era una de las compañías estadounidenses que buscaban activamente petróleo en el extranjero.
SoCal a través de su filial, Bahrain Petroleum Co. (BAPCO), descubrió petróleo en mayo de 1932. Este suceso intensificó el interés en la prospección de petróleo en la Arabia continental. El 29 de mayo de 1933, el gobierno de Arabia Saudí otorgó una concesión a SoCal prefiriéndola a una oferta de Iraq Petroleum Co.. La concesión permitía a SoCal explorar Arabia Saudí en busca de petróleo. SoCal asignó esta concesión a una de sus fililales (de su propiedad al 100%) llamada California-Arabian Standard Oil Corporation (CASOC). En 1936, con la compañía sin éxito en encontrar petróleo, Texas Oil Co. (Texaco) adquirió una participación del 50% en la concesión.
Tras cuatro años de exploración infructuosa, el primer éxito llegó con la séptima perforación en Dhahran en 1938, un pozó denominado Dammam No. 7. Este pozo inmediatamente produjo más de 1.500 barriles (240 m³) al día, lo que dio a la compañía confianza para continuar. El 31 de enero de 1944, el nombre de la compañía cambió de California-Arabian Standard Oil Co. a Arabian American Oil Co. (Aramco). En 1948, a Socal y Texaco se les unieron como inversores Standard Oil of New Jersey (Esso), que adquirió el 30% de la compañía, y Socony Vacuum (más tarde Mobil) que adquirió el 10%, dejando a Socal y Texaco con el 30% cada una. Los recién llegados eran también accionistas de Iraq Petroleum Co. y tuvieron que conseguir que se eliminaran las restricción del Acuerdo de la Línea Roja para poder participar en esta operación.
En 1950, el rey Abdelaziz amenazó con nacionalizar las instalaciones petrolíferas del país, presionando a Aramco de esta manera para que accediera a compartir beneficios al 50%. Un proceso similar había tenido lugar con las petroleras estadounidenses en Venezuela unos pocos años antes. El gobierno estadounidense otorgó a las compañías accionistas de Aramco una exención fiscal, conocida como golden gimmick, equivalente a los beneficios que a partir de entonces se cedían al rey Abdelaziz. A raíz del nuevo acuerdo, la sede central de la compañía se trasladó de Nueva York a Dhahran.

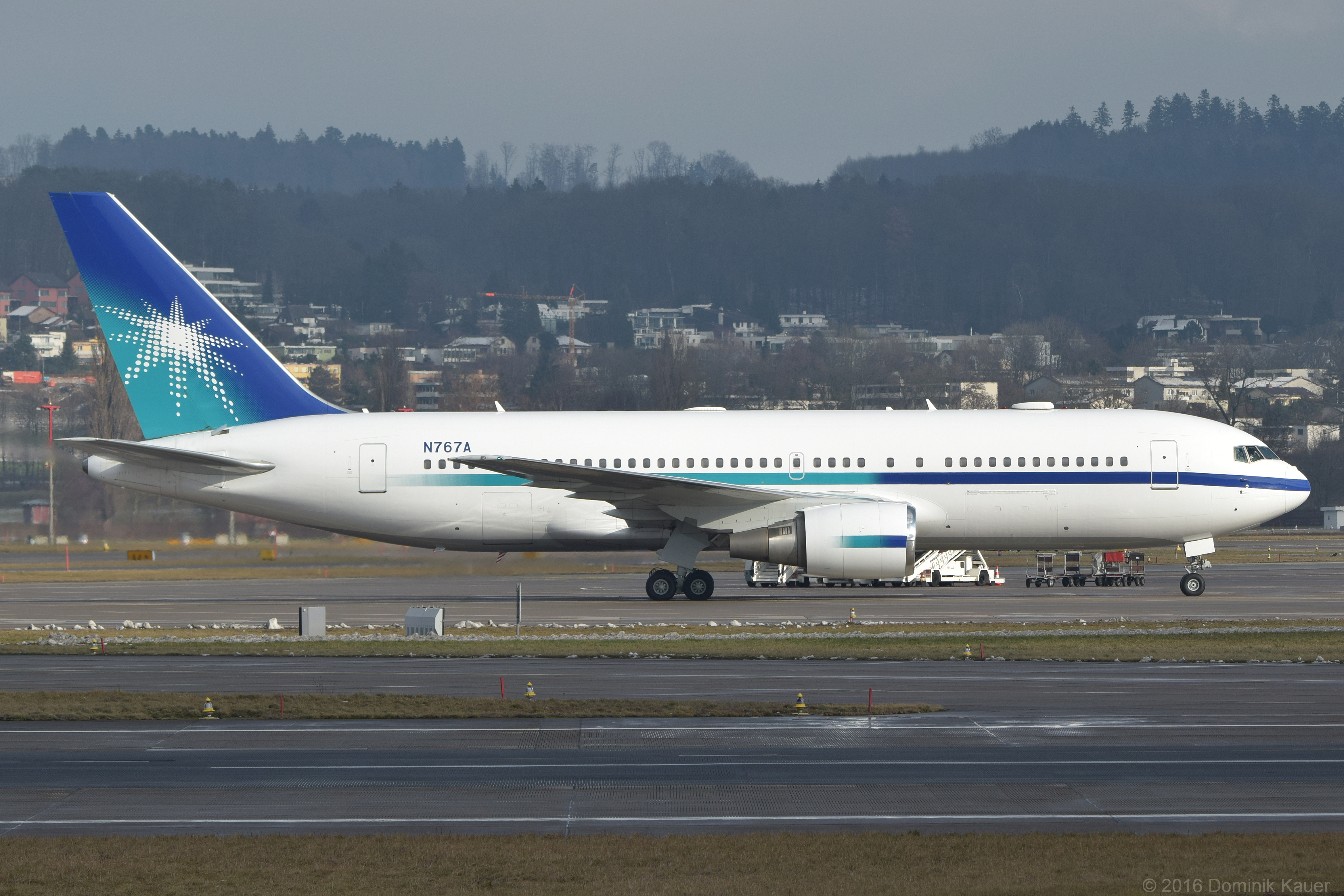
Aramco Aviation Boeing 767.

En 1973, a consecuencia del apoyo de Estados Unidos a Israel durante la guerra de Yom Kipur, el gobierno de Arabia Saudí adquirió una participación del 25% en Aramco. Aumentó la participación al 60% en 1974 y finalmente tomó el control total de Aramco en 1980, al adquirir una participación del 100%. Los socios de Aramco continuaron gestionando los campos petrolíferos de Arabia Saudí. En noviembre de 1988 un decreto real cambió el nombre de Arabian Oil Co. a Saudí Arabian Oil Co. (o Saudi Aramco) y asumió la gestión y el control de las operaciones de los campos de gas y de petróleo de manos de Aramco y sus socios. Ese mismo año por orden de su consejero delegado Aramco cortó oficialmente el suministro de petróleo a Israel. En 1983 Ali Al-Naimi, actual ministro de petróleo y recursos minerales, fue elegido presidente de Saudi Aramco. Como consecuencia de los hechos que se desarrollaron en 1988, Saudi Aramco se convirtió en una compañía no cotizada con accionista único. Saudi Aramco era la mayor compañía del mundo con un valor de mercado estimado de 781.000 millones de dólares en 2005. 

### Ataque a refinería y campo petrolífero
El 14 de septiembre de 2019 hubo un ataque con drones sobre 2 plantas de Saudi Aramco: la refinería de petróleo de Abqaiq y el campo petrolífero de Khurais, por el cual el gobierno saudí culpó a Irán por el ataque.

## Generalidades
Se trata de la mayor empresa de petróleo del mundo. Con sede en Dhahran (Arabia Saudita), Saudi Aramco es al mismo tiempo la propietaria de la mayor red de hidrocarburos del mundo, conocida como Master Gas System. Entre 1944 y 1988, a la compañía se la conocía simplemente como Aramco, acrónimo de Arabian American Oil Company.
Entre las reservas de petróleo que esta compañía posee destacan el Campo Ghawar, la segunda reserva petrolífera más grande del mundo, el Campo Safaniya, que es el campo petrolífero marítimo mayor del mundo, y el Campo Shaybah, que es también uno de los mayores yacimientos conocidos a escala mundial.
Esta compañía también es líder en la producción y exportación de gas natural licuado (GNL). Tiene un valor aproximado de $781.000 millones, unos ingresos de $168.000 millones (un 12% más con respecto al año anterior), 51.356 empleados, unas reservas de petróleo de unos 260.000 millones de barriles y una producción de 10 millones de barriles al día (datos de diciembre de 2006).

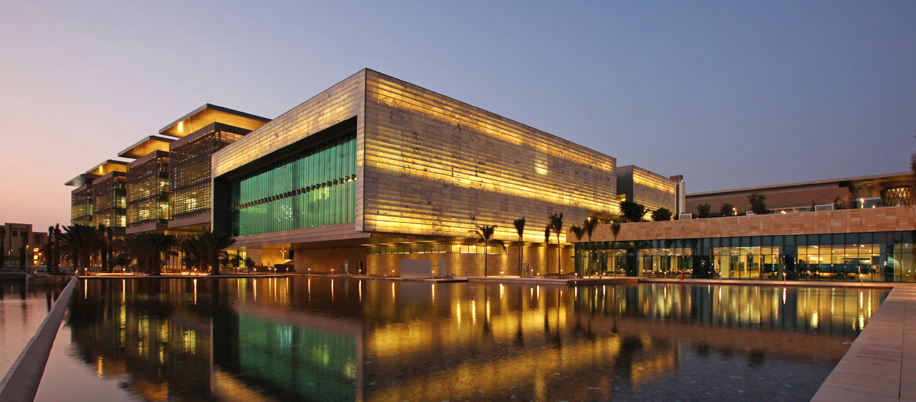
KAUST, Universidad de Ciencia y Tecnología Rey Abdullah, en Jeddah, donde Aramco tiene un centro de investigación.

En 1950, Aramco inauguró un oleoducto que se extendía desde Arabia Saudita hasta el puerto de Sidón, Líbano en el mar Mediterráneo. Fue clausurado parcialmente en 1983, a excepción del suministro de una refinería en Jordania. La construcción de un oleoducto más próspero en el golfo Pérsico, quedó lista en 1981. En 1951, la firma hizo el hallazgo del primer campo petrolífero de ultramar en el Medio Oriente. Entre los años 1970 y 1980, el control de la empresa pasó paulatinamente a manos del estado saudí, el cual finalmente tomó las riendas de Aramco y la renombró a Saudi Aramco en 1988.
Entre 2009 y 2012 tuvo a su cargo la operación de la Universidad de Ciencia y Tecnología Rey Abdalá.
La investigación de 2019 muestra que Saudi Aramco, con emisiones de 59,26 mil millones de toneladas de CO2 equivalente desde 1965, fue la compañía con las emisiones más altas del mundo durante ese período.

## Producción
Saudi Aramco, la mayor energética del mundo, refina 5,4 millones de barriles diarios de petróleo (2015) y produce 12.000 millones de pies cúbicos de gas al día (2015). Según afirmó su presidente ejecutivo, Amin Nasser, en marzo de 2016, la empresa tiene planes de duplicar ambas cifras en 10 años.